# Guillaume de Conflans
Guillaume de Conflans / Conflens, Willelmus de Conflens († 12. August 1294)  war von 1287 bis 1294 Bischof von Genf. 

## Leben
Er war der Sohn von Raymond de Duingt und der Anne de Conflans. Guillaume war 1255 Archidiakon von Hereford. Im Jahre 1287 wurde er Bischof von Genf. Seine Amtszeit war von Konflikten mit dem Grafen Amadeus V. von Savoyen und der kommunalen Bewegung der Stadt Genf bestimmt. Zur Sicherung seiner weltlichen Macht berief Guillaume in Vienne ein Provinzialkonzil ein, konnte jedoch 1290 die Belehnung des Grafen von Savoyen als  Viztum des Bistums nicht verhindern.